# (1779) Paraná
(1779) Paraná – planetoida z pasa głównego planetoid okrążająca Słońce w ciągu 3 lat i 77 dni w średniej odległości 2,18 au. Została odkryta 15 czerwca 1950 roku w obserwatorium w La Placie przez Miguela Itzigsohna. Nazwa planetoidy pochodzi od argentyńskiej rzeki Parany. Przed jej nadaniem planetoida nosiła oznaczenie tymczasowe (1779) 1950 LZ.